# スウォンド空軍基地
スウォンド空軍基地（スウォンドくうぐんきち、インドネシア語: Pangkalan Udara Soewondo）は、インドネシアの北スマトラ州メダンに位置するインドネシア空軍基地である。
2013年7月24日まで民間定期便が就航しており、ポロニア国際空港（インドネシア語: Bandar Udara Internasional Polonia、英語: Polonia International Airport）と呼ばれていた。ガルーダ・インドネシア航空の6ヶ所ある本拠地の1ヶ所であった。
2013年7月25日にクアラナム国際空港が開業し、ポロニア国際空港に就航していた民間定期便はすべて新空港に移行した。

## 歴史
- 1928年 開港
- 2013年7月24日 民間機の運航終了

## 事故
- 1979年7月11日、ガルーダ・インドネシア航空のフォッカー F28がメダン＝ポロニア空港へ着陸進入中にシバヤク山に墜落し、乗客乗員61人が全員死亡した[1]。
- 1987年4月4日、ガルーダ・インドネシア航空035便が悪天候下でメダン＝ポロニア空港へ着陸進入中、送電線に接触し滑走路手前に墜落した。この事故で乗客乗員45人のうち23人が死亡した[2]。
- 1988年6月18日、メルパチ・ヌサンタラ航空のビッカース バイカウント（機体記号PK-MVG）が油圧系統の故障により滑走路を飛び出し大破した[3]。
- 1997年、ガルーダ・インドネシア航空152便（機材：エアバス A300）がメダン＝ポロニア空港の18マイル手前にあった森林地帯に墜落し、乗客乗員234人全員が死亡した。この事故はインドネシア史上最悪の航空事故である。
- 2005年9月5日、マンダラ航空091便がポロニアを離陸直後に墜落し、乗客乗員120人のうち100人と地上の49人が死亡した[4]。
- 2015年6月30日、インドネシア空軍のC-130輸送機が離陸直後に墜落した。乗員12人、乗客109人のほか、地上の9人が事故に巻き込まれて死亡した。